# Ammoniumlaurylethersulfaat
Ammoniumlaurylethersulfaat is een oppervlakte-actieve stof.
Ammoniumlaurylethersulfaat (ook wel ALES genoemd) wordt toegepast als reinigingsmiddel en schuimvormer in diverse reinigende producten. Het wordt gemaakt door ammoniumdodecylsulfaat te ethoxyleren.
ALES wordt in cosmetica waar een reinigende of schuimvormende werking de basisfunctie van het product is gebruikt als oppervlakte-actieve stof. De INCI-aanduiding is Ammonium Laureth Sulfate.
In Europa wordt ALES niet veel gebruikt, in de Verenigde Staten is het wel redelijk populair. In Europa wordt meestal het vrijwel gelijke natriumlaurylethersulfaat gebruikt. 
ALES wordt verder gebruikt in vloeibaar afwasmiddel en allesreinigers, meestal aangevuld met sterker reinigende stoffen.